# Sewerynów (powiat radomski)
Sewerynów – wieś w Polsce położona w województwie mazowieckim, w powiecie radomskim, w gminie Przytyk.
Wieś wchodzi w skład sołectwa Kaszewska Wola.
W latach 1975–1998 miejscowość należała administracyjnie do województwa radomskiego.
Wierni Kościoła rzymskokatolickiego należą do parafii św. Jana Chrzciciela w Kaszowie. 